# Jenseits der Straße
Jenseits der Straße ist ein deutsches Stummfilmmelodram aus dem Jahre 1929 von Leo Mittler.

## Handlung
Im Hamburger Hafenmilieu in der Spätphase der Weimarer Republik. Ein alternder Bettler findet auf der Straße eine Perlenkette, die eine elegante Dame verloren hat. Eine Dirne beobachtet ihn dabei und folgt ihm, in der Hoffnung, ihm bei Gelegenheit diesen wertvoll scheinenden Fund wieder abknöpfen zu können. Der Bettler wohnt mit einem jungen Arbeitslosen zusammen. Die Dirne versucht den jungen Naivling für sich zu gewinnen, und dieser verliebt sich tatsächlich rasch in sie. Doch die Dirne hat nur eines im Sinn: sie will, dass der Junge den alten Mann, seinen Wohngenossen, bestiehlt. Die Zeiten sind schlecht, und jeder ist sich selbst der Nächste.
Im Glauben, dass die Frau ernsthaftes Interesse an ihm hat, ist der Arbeitslose zu allem bereit, auch zu einer Gewalttat. Und so versucht der jungen Mann seinem Mitbewohner das wertvoll scheinende Schmuckstück, das dieser in wie einen Schatz sorgsam seinem Brustbeutel hütet, mit aller Macht abzunehmen. Doch der alte Mann erweist sich als zäher als geglaubt. Der Bettler flüchtet vor dem rabiaten Jungen, fällt dabei ins Wasser und ertrinkt, das vermeintlich kostbare Schmuckstück fest umklammernd. Bald darauf wird in der Zeitung eine winzige Meldung veröffentlicht: Ein alter Mann wurde aus dem Wasser gefischt, und er habe eine wertlose Schmuckimitation bei sich gehabt. Für die Dirne ist der zutiefst verzweifelte Junge dadurch wieder ohne Bedeutung geworden, und so angelt sie sich gleich wieder einen Gönner für die nächste Nacht: einen überaus dicken Herrn.

## Produktionsnotizen
Jenseits der Straße wurde im Juni und Juli 1929 in den Jofa-Ateliers sowie in Rotterdam und Berlin (Außenaufnahmen) gedreht und passierte die Filmzensur am 20. September 1929. Die Uraufführung fand am 10. Oktober 1929 im Berliner Atrium statt. Im Jahr darauf wurde der Film u. a. auch in Frankreich und Portugal gezeigt.
Der Arbeitstitel lautete Bettler, Dirne und Matrose. Der bisweilen als Mitregisseur genannte Albrecht Viktor Blum drehte nur die holländischen Szenen. Als er erkrankte, wurde er für den Rest des Films durch Leo Mittler ersetzt. Die Bauten stammen aus den Händen von Robert Scharfenberg und Carl Haacker, der Russe Dimitri Roschanski hatte die Produktionsleitung.
Für Hauptdarstellerin Lissy Arna, zu dieser Zeit bereits ein Star des Unterhaltungsfilm-Kinos, bedeutete Jenseits der Straße der einzige Ausflug in den künstlerisch ambitionierten und gesellschaftlich relevanten Qualitätsfilm.

## Kritiken
Die zeitgenössischen Kritiken waren durchwachsen bis leidlich positiv.
Im Berliner Börsen-Courier ist zu lesen: „Inhalte der Zeit, wie das Arbeitslosenproblem, werden aufgegriffen. Das ist begrüßenswert. Werden sie auch wirklich dargestellt? Nicht vom Manuskript, in dem noch überreichlich alte soziale Mitleidsmalerei und Dirnenromantik spuken. […] Anders steht es um die Regie Leo Mittlers. Er stellt den Elendsroman in eine Wirklichkeitswelt, er gibt ihm reale Unterlagen.“ An späterer Stelle heißt es: „Auch schauspielerisch ist der Film sehr erfreulich. […] Ausgezeichnet Siegfried Arno in einer Mackie-Messer-Rolle: hier sieht man wie der Darstellungsstil der ‚Dreigroschenoper‘ bereits Schule gemacht hat.“
Hanns G. Lustig kam in der Publikation Tempo zu folgendem Schluss: „Mittler zeigt, was er bei Pudowkin gelernt hat. Noch kopiert er allzusehr die einzelnen Mittel, ohne die Komposition zu beherrschen. Im letzten Drittel des Films, das ungewöhnlich wirksam ist, führt er den berühmten „kurzen Schnitt“ der Russen vor. […] Der Schluß des Films ist so ausgezeichnet, daß er in der neuen deutschen Filmproduktion nicht seinesgleichen hat.“
Durus (d. i. Alfréd Kemény) lobt in Die Rote Fahne: „Ein ungewöhnlich ernster, artistisch gemeisterter Film, der lumpenproletarisches Milieu packen und gestalten will, ein Werk mit gesellschaftskritischen Absichten. […] Dieser Prometheus-Film gehört zum Besten, was in Deutschland bis jetzt gedreht wurde. Klarheit und Knappheit der Regie, ein balladenhaft mitreißender Rhythmus mit Motiven, die refrainmäßig wiederkehren; ein bildlich einprägsames, in der Montage gelungenes Werk. Der Regisseur Leo Mittler variiert formal begabt, durchaus originell, die Formelemente der großen russischen Filme. Der Film hat auch gegenständlich, milieumäßig einzelne starke Momente, doch das „Milieu“ ist zu formal gesehen, das „Filmische“ erdrückt -- trotz einzelner sozialkritischer Akzente -- das Zeitkritische. Ideologisch bleibt Jenseits der Straße weit hinter den besten russischen Filmen zurück.“
Buchers Enzyklopädie des Films resümierte: „Der Titel dieses von der proletarischen Prometheus-Film GmbH produzierten Spielfilms ist bereits Programm: Er nimmt kritisch Bezug auf das in Deutschland entstandene Genre der Straßenfilme, in denen Großstadt und Straße schicksalhafte Verlockung und Gefahr für den einzelnen darstellen. […] Doch die Arbeitslosigkeit und das soziale Elend, die der Film zeigt, sind nicht nur pittoresker Hintergrund für die eher konventionelle Fabel. Diese bekommt ihre Glaubwürdigkeit dadurch, daß sie tief in die Schilderung des Lebens auf der Straße und im Hafenviertel, deren Ambiente realistisch und detailliert beschrieben wird, eingelassen ist. Dieser Zusammenhang stellt sich auch durch die expressive Fotografie und die teilweise deutlich an sowjetischen Vorbildern orientierte Montage her.“
Das Lexikon des internationalen Films schrieb: „Der Film von 1929 (noch stumm) ist ein Beispiel für die Versuche der Arbeiterbewegung in der Weimarer Republik, das Medium Film für ihre Anliegen einzusetzen.“